# یوشیماسا سودا
یوشیماسا سودا (انگلیسی: Yoshimasa Suda؛ زادهٔ ۲۲ اوت ۱۹۶۷) بازیکن فوتبال اهل ژاپن است.
از باشگاه‌هایی که در آن بازی کرده‌است می‌توان به باشگاه فوتبال توکیو و باشگاه فوتبال اوراوا رد دیاموندز اشاره کرد.